# ایرلی (آیووا)
ایرلی (به انگلیسی: Early) شهری در ایالت آیووا کشور ایالات متحده آمریکا است که جمعیت آن در سرشماری سال ۲۰۱۰ میلادی، ۵۵۷ نفر بوده‌است.